# Боржиминские
Боржими́нские (пол. Borzymiński нем. Börscheminski / Berscheminski) — старинный мазовецкий шляхетский род герба Абданк, взявший в качестве своей фамилии наименование поселения Божимин  в современном Рыпинском повяте Добжиньской земли.
Фамилия Боржиминских имеет много вариантов написания: Боржеминский, Биржеминский, Биржиминский, Бержеминский, Бержиминский (Börscheminski, Boerscheminski, Bierschieminski, Bersheminsky) и т.д., включая вариант без гласных букв в первых двух слогах.